# Gant doré (troisième but)

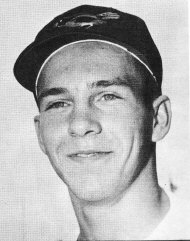
Brooks Robinson a remporté 16 Gants d'or, ce qui le place en tête de tous les joueurs de troisième base. Il est à égalité avec le deuxième plus grand nombre de victoires dans l'histoire de cette récompense.

Le Gant doré (en anglais Gold Glove) est un prix décerné annuellement depuis 1957 aux joueurs des Ligues majeures de baseball qui ont démontré les meilleures qualités défensives.
Chaque année, 18 Gants dorés sont attribués, un pour chaque position de chaque ligue.
Le trophée associé au prix est commandité par Rawlings, une compagnie américaine spécialisée dans la commercialisation de produits associés au baseball. Le titre officiel du prix est Rawlings Gold Glove Award.

## Liste complète des gagnants
En 1957, première année où les Gants dorés sont décernés, un seul prix est remis à chaque position, indépendamment de la ligue majeure dans lequel le lauréat évolue. À partir de 1958, un Gant doré est remis au joueur de troisième but s'étant le plus illustré en défensive dans la Ligue nationale, et un Gant doré équivalent dans la Ligue américaine. Dans le tableau ci-dessous, le nombre de prix remportés par les lauréats multiples est indiqué entre parenthèses.
| Année | Ligue nationale     | Équipe (s)                  | Ligue américaine     | Équipe (s)            |
| ----- | ------------------- | --------------------------- | -------------------- | --------------------- |
| 1957  | —                   | —                           | Frank Malzone (1)    | Red Sox de Boston     |
| 1958  | Ken Boyer (1)       | Cardinals de Saint-Louis    | Frank Malzone (2)    | Red Sox de Boston     |
| 1959  | Ken Boyer (2)       | Cardinals de Saint-Louis    | Frank Malzone (3)    | Red Sox de Boston     |
| 1960  | Ken Boyer (3)       | Cardinals de Saint-Louis    | Brooks Robinson (1)  | Orioles de Baltimore  |
| 1961  | Ken Boyer (4)       | Cardinals de Saint-Louis    | Brooks Robinson (2)  | Orioles de Baltimore  |
| 1962  | Jim Davenport       | Giants de San Francisco     | Brooks Robinson (3)  | Orioles de Baltimore  |
| 1963  | Ken Boyer (5)       | Cardinals de Saint-Louis    | Brooks Robinson (4)  | Orioles de Baltimore  |
| 1964  | Ron Santo (1)       | Cubs de Chicago             | Brooks Robinson (5)  | Orioles de Baltimore  |
| 1965  | Ron Santo (2)       | Cubs de Chicago             | Brooks Robinson (6)  | Orioles de Baltimore  |
| 1966  | Ron Santo (3)       | Cubs de Chicago             | Brooks Robinson (7)  | Orioles de Baltimore  |
| 1967  | Ron Santo (4)       | Cubs de Chicago             | Brooks Robinson (8)  | Orioles de Baltimore  |
| 1968  | Ron Santo (5)       | Cubs de Chicago             | Brooks Robinson (9)  | Orioles de Baltimore  |
| 1969  | Clete Boyer         | Braves d'Atlanta            | Brooks Robinson (10) | Orioles de Baltimore  |
| 1970  | Doug Rader (1)      | Astros de Houston           | Brooks Robinson (11) | Orioles de Baltimore  |
| 1971  | Doug Rader (2)      | Astros de Houston           | Brooks Robinson (12) | Orioles de Baltimore  |
| 1972  | Doug Rader (3)      | Astros de Houston           | Brooks Robinson (13) | Orioles de Baltimore  |
| 1973  | Doug Rader (4)      | Astros de Houston           | Brooks Robinson (14) | Orioles de Baltimore  |
| 1974  | Doug Rader (5)      | Astros de Houston           | Brooks Robinson (15) | Orioles de Baltimore  |
| 1975  | Len Reitz           | Cardinals de Saint-Louis    | Brooks Robinson (16) | Orioles de Baltimore  |
| 1976  | Mike Schmidt (1)    | Phillies de Philadelphie    | Aurelio Rodríguez    | Tigers de Détroit     |
| 1977  | Mike Schmidt (2)    | Phillies de Philadelphie    | Graig Nettles (1)    | Yankees de New York   |
| 1978  | Mike Schmidt (3)    | Phillies de Philadelphie    | Graig Nettles (2)    | Yankees de New York   |
| 1979  | Mike Schmidt (4)    | Phillies de Philadelphie    | Buddy Bell (1)       | Rangers du Texas      |
| 1980  | Mike Schmidt (5)    | Phillies de Philadelphie    | Buddy Bell (2)       | Rangers du Texas      |
| 1981  | Mike Schmidt (6)    | Phillies de Philadelphie    | Buddy Bell (3)       | Rangers du Texas      |
| 1982  | Mike Schmidt (7)    | Phillies de Philadelphie    | Buddy Bell (4)       | Rangers du Texas      |
| 1983  | Mike Schmidt (8)    | Phillies de Philadelphie    | Buddy Bell (5)       | Rangers du Texas      |
| 1984  | Mike Schmidt (9)    | Phillies de Philadelphie    | Buddy Bell (6)       | Rangers du Texas      |
| 1985  | Tim Wallach (1)     | Expos de Montréal           | George Brett         | Royals de Kansas City |
| 1986  | Mike Schmidt (10)   | Phillies de Philadelphie    | Gary Gaetti (1)      | Twins du Minnesota    |
| 1987  | Terry Pendleton (1) | Cardinals de Saint-Louis    | Gary Gaetti (2)      | Twins du Minnesota    |
| 1988  | Tim Wallach (2)     | Expos de Montréal           | Gary Gaetti (3)      | Twins du Minnesota    |
| 1989  | Terry Pendleton (2) | Cardinals de Saint-Louis    | Gary Gaetti (4)      | Twins du Minnesota    |
| 1990  | Tim Wallach (3)     | Expos de Montréal           | Kelly Gruber         | Blue Jays de Toronto  |
| 1991  | Matt Williams (1)   | Giants de San Francisco     | Robin Ventura (1)    | White Sox de Chicago  |
| 1992  | Terry Pendleton (3) | Cardinals de Saint-Louis    | Robin Ventura (2)    | White Sox de Chicago  |
| 1993  | Matt Williams (2)   | Giants de San Francisco     | Robin Ventura (3)    | White Sox de Chicago  |
| 1994  | Matt Williams (3)   | Giants de San Francisco     | Wade Boggs (1)       | Yankees de New York   |
| 1995  | Ken Caminiti (1)    | Padres de San Diego         | Wade Boggs (2)       | Yankees de New York   |
| 1996  | Ken Caminiti (2)    | Padres de San Diego         | Robin Ventura (4)    | White Sox de Chicago  |
| 1997  | Ken Caminiti (3)    | Padres de San Diego         | Matt Williams (4)    | Indians de Cleveland  |
| 1998  | Scott Rolen (1)     | Phillies de Philadelphie    | Robin Ventura (5)    | White Sox de Chicago  |
| 1999  | Robin Ventura (6)   | Mets de New York            | Scott Brosius        | Yankees de New York   |
| 2000  | Scott Rolen (2)     | Phillies de Philadelphie    | Travis Fryman        | Indians de Cleveland  |
| 2001  | Scott Rolen (3)     | Phillies de Philadelphie    | Eric Chavez (1)      | Athletics d'Oakland   |
| 2002  | Scott Rolen (4)     | Philadelphie et Saint-Louis | Eric Chavez (2)      | Athletics d'Oakland   |
| 2003  | Scott Rolen (5)     | Cardinals de Saint-Louis    | Eric Chavez (3)      | Athletics d'Oakland   |
| 2004  | Scott Rolen (6)     | Cardinals de Saint-Louis    | Eric Chavez (4)      | Athletics d'Oakland   |
| 2005  | Mike Lowell         | Marlins de la Floride       | Eric Chavez (5)      | Athletics d'Oakland   |
| 2006  | Scott Rolen (7)     | Cardinals de Saint-Louis    | Eric Chavez (6)      | Athletics d'Oakland   |
| 2007  | David Wright (1)    | Mets de New York            | Adrián Beltré (1)    | Mariners de Seattle   |
| 2008  | David Wright (2)    | Mets de New York            | Adrián Beltré (2)    | Mariners de Seattle   |
| 2009  | Ryan Zimmerman      | Nationals de Washington     | Evan Longoria (1)    | Rays de Tampa Bay     |
| 2010  | Scott Rolen (8)     | Reds de Cincinnati          | Evan Longoria (2)    | Rays de Tampa Bay     |
| 2011  | Plácido Polanco     | Phillies de Philadelphie    | Adrián Beltré (3)    | Rangers du Texas      |
| 2012  | Chase Headley       | Padres de San Diego         | Adrián Beltré (4)    | Rangers du Texas      |
| 2013  | Nolan Arenado (1)   | Rockies du Colorado         | Manny Machado (1)    | Orioles de Baltimore  |
| 2014  | Nolan Arenado (2)   | Rockies du Colorado         | Kyle Seager          | Mariners de Seattle   |
| 2015  | Nolan Arenado (3)   | Rockies du Colorado         | Manny Machado (2)    | Orioles de Baltimore  |
| 2016  | Nolan Arenado (4)   | Rockies du Colorado         | Adrián Beltré (5)    | Rangers du Texas      |
| 2017  | Nolan Arenado (5)   | Rockies du Colorado         | Evan Longoria (3)    | Rays de Tampa Bay     |
| 2018  | Nolan Arenado (6)   | Rockies du Colorado         | Matt Chapman         | Athletics d'Oakland   |
| 2019  | Nolan Arenado (7)   | Rockies du Colorado         | Matt Chapman (2)     | Athletics d'Oakland   |
| 2020  | Nolan Arenado (8)   | Rockies du Colorado         | Isiah Kiner-Falefa   | Rangers du Texas      |
| 2021  | Nolan Arenado (9)   | Cardinals de Saint-Louis    | Matt Chapman (3)     | Athletics d'Oakland   |
| 2022  | Nolan Arenado (10)  | Cardinals de Saint-Louis    | Ramón Urías          | Orioles de Baltimore  |

## Gagnants les plus fréquents
Mis à jour après la saison 2022.
| - Total des Ligues majeures - Brooks Robinson : 16, tous dans la Ligue américaine - Nolan Arenado : 10, tous dans la Ligue nationale - Mike Schmidt : 10, tous dans la Ligue nationale - Scott Rolen : 8, tous dans la Ligue nationale - Buddy Bell : 6, tous dans la Ligue américaine - Eric Chavez : 6, tous dans la Ligue américaine - Robin Ventura : 6, dont 5 dans la Ligue américaine |  | - Ligue nationale - Nolan Arenado : 10 - Mike Schmidt : 10 - Scott Rolen : 8 - Ken Boyer : 5 - Doug Rader : 5 - Ron Santo : 5 |  | - Ligue américaine - Brooks Robinson : 16 - Buddy Bell : 6 - Eric Chavez : 6 - Adrián Beltré : 5 - Robin Ventura : 5 |